# DXK
 Pour plus de détails, voir Fiche technique et Distribution
DXK, David Sex King, souvent abrégé en DXK, est un film pornographique français, réalisé par Christophe Clark et sorti en 2011.
C'est un film parodique, inspiré de l'affaire Dominique Strauss-Kahn.

## Synopsis
Le patron d'une grande institution financière, David Sex King, est dans la chambre d'un hôtel de luxe et a un rapport sexuel consenti avec une femme de chambre venue faire le ménage. Cette dernière, disant qu'elle a été abusée, appelle la police et David Sex King est emprisonné. Dans la prison, les policiers ont des rapports sexuels avec des prostituées du carnet d'adresses de David Sex King, puis la femme de ce dernier, avec l'un des deux avocats de son mari. Enfin, au tribunal, l'audience se transforme en partouze générale,,.

## Fiche technique
- Réalisateur : Christophe Clark
- Distributeur : Colmax
- Genre : Pornographique / Érotique
- Année de production : 2011
- Pays :  France
- Durée : 118 minutes
- Budget : 200 000 euros[4]
- Interdit aux moins de 18 ans

## Distribution

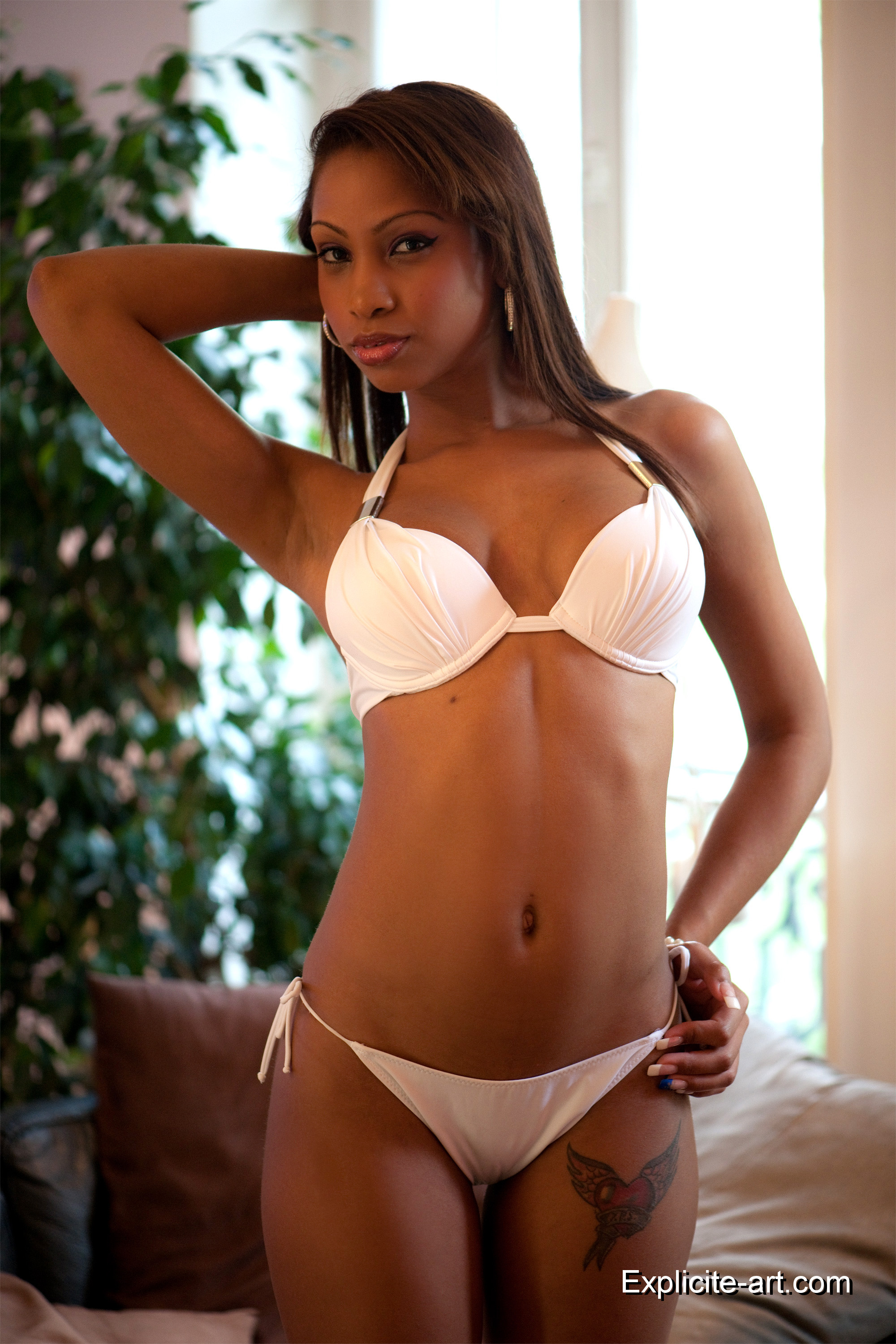
Katia dé Lys, qui joue le personnage inspiré de Nafissatou Diallo, ici photographiée par John B. Root.

- Roberto Malone : David Sex King, pastiche de Dominique Strauss-Kahn[5]
- Katia De Lys : pastiche de Nafissatou Diallo[5] :
- Sandra Romain : pastiche d'Anne Sinclair[5]
- Joachim Kessef : pastiche de Kenneth Thompson, l'avocat de Nafissatou Diallo
- Aleska Diamond :
- Anissa Kate :
- Ivana Sugar :
- Angelica Heart :
- Ian Scott :
- Pierre Woodman :
- Alban Ceray :
- Mike Angelo :
- Steve Holmes :
- Bruno SX :

## Autour du film
Le film est financé en partie par les internautes du site MyPornProductions,.
Pour Quentin Girard, journaliste à Libération, le film « penche délibérément du côté de l'ex-patron du FMI » car « les producteurs s'exposent moins à des poursuites éventuelles ». Il explique cela parce qu'une « scène de viol serait difficile à promouvoir pour un porno » et que le film se contente de se conformer aux codes habituels du porno, qui mettent souvent en scène « un rapport de domination de l'homme sur la femme ». Il ajoute que le scénario « privilégie le côté vénal de Nafissatou Diallo ».